# 三瀬郵便局
三瀬郵便局（さんぜゆうびんきょく）は、山形県鶴岡市にある郵便局。
以前は郵便区番号「999-74」の配達を受持つ集配郵便局であったが、現在は大山郵便局に移管され無集配郵便局となっている。

## 概要
住所：〒999-7463 山形県鶴岡市三瀬戊209

## 沿革
- 1873年（明治6年）：三瀬郵便取扱所として開局[1]。
- 1875年（明治8年）1月1日：五等郵便局の三瀬郵便局となる[1]。
- 1885年（明治18年）10月1日：貯金預所開設[2]。
- 1886年（明治19年）4月26日：三等郵便局となる[3]。
- 1892年（明治25年）
  - 5月16日：郵便為替事務開始、ただし小為替振出事務は取り扱わず[4]。
  - 11月1日：小為替振出事務開始[5]。
- 1896年（明治29年）7月1日：小包郵便取扱開始[6]。
- 1899年（明治32年）4月1日：電信為替事務開始[7]。
- 1908年（明治41年）1月26日：電信事務開始[8]。
- 1911年（明治44年）9月16日：電話通話事務開始[9]。
- 1920年（大正9年）10月21日：集配区内に山戸郵便局（三等、無集配）開局[10]。
- 1922年（大正11年）5月22日：鉄道省陸羽西線（現・羽越本線）羽前大山駅 - 三瀬駅間延伸に伴い、鉄道郵便線路開通、その受渡局となる[11]。
- 1937年（昭和12年）3月1日：豊浦郵便局へ改称[12]。
- 1939年（昭和14年）9月24日：山戸郵便局で電話交換業務開始[13]。
- 1942年（昭和17年）11月18日 - 大規模火災により局舎焼失[14]。
- 1953年（昭和28年）4月16日：郵便区内に由良簡易郵便局開局[15]。
- 1956年（昭和31年）8月1日：三瀬郵便局へ改称[16]。
- 1962年（昭和37年）4月10日
  - 由良簡易郵便局廃止、由良郵便局が事務継承[17]。
  - 郵便区内に由良郵便局（特定局、無集配）開局、電話通話及び和文電報受付事務開始[18]。
- 1970年（昭和45年）7月19日：電話交換業務（電話加入及び料金に関する簡易な事務除く）廃止、鶴岡電報電話局に移管[19]。
- 1977年（昭和52年）5月25日：山戸郵便局にて電話交換業務廃止、温海電報電話局へ移管[20]。
- 1982年（昭和57年）11月15日：風景入通信日附印使用開始[21]。
- 1984年（昭和59年）2月1日：鉄道郵便受渡廃止[22]。
- 2019年（平成31年）3月4日：集配業務を大山郵便局へ移管、無集配局となる。

## 周辺
- JA鶴岡三瀬支店